# Telamonia elegans
Telamonia elegans là một loài nhện trong họ Salticidae.
Loài này thuộc chi Telamonia. Telamonia elegans được Tord Tamerlan Teodor Thorell miêu tả năm 1887.